# Берёзовка (Артинский муниципальный округ)
Берёзовка — деревня в Артинском городском округе Свердловской области России. Расположена в 33 километрах от районного и окружного центра — посёлка городского типа Арти. Основана в 1770-х годах. Являлась частью бывшего Берёзовского сельского совета.

## Население
По данным переписи населения 2010 года, в деревне проживало 633 человека.

## Известные уроженцы
- Анатолий Степанович Копыркин — военный лётчик, Герой России.